# Шевченково Первое (Близнюковский район)
Шевченково Первое (укр. Шевченкове Перше) — село,
Кировский сельский совет,
Близнюковский район,
Харьковская область, Украина.
Код КОАТУУ — 6320683004. Население по переписи 2001 г. составляет 464 (216/248 м/ж) человека.

## Географическое положение
Село Шевченково Первое находится в 6-и км от села Квитневое, железнодорожная станция Рудаево.
Рядом проходит автомобильная дорога Т-2113.

## История
- 1924 — дата основания.

## Название
В 1920-х — начале 1930-х годов в области прошла «волна» переименований значительной части населённых пунктов, в «революционные» названия — в честь Октябрьской революции, пролетариата, сов. власти, Кр. армии, социализма, Сов. Украины, деятелей «демократического и революционного движения» (Т. Шевченко, Г. Петровского) и новых праздников (1 мая и других) Это приводило к путанице, так как рядом могли оказаться сёла с одинаковыми новыми названиями, которым зачастую давали названия «1-е» и «2-е» — например, Первое, Второе и просто Шевченково.

## Экономика
- В селе были молочно-товарная и овце-товарная фермы, разводили шелкопрядов. В процессе ликвидации колхоза большая часть сооружений была разобрана и роздана бывшим колхозникам в счет погашения задолженности по зарплате. Та же участь постигла детский сад и начальную школу.

## Достопримечательности
- Братская могила советских воинов. Похоронено 19 воинов.